# گوانگدونگ هلدینگ
گوانگدونگ هلدینگ (انگلیسی: Guangdong Holdings) شرکت خوشه‌ای دولتی چینی است، که در سال ۱۹۸۰ تأسیس شد.